# Uwe Proske
Uwe Gerhard Proske (Löbau, 10 de octubre de 1961) es un deportista alemán que compitió en esgrima, especialista en la modalidad de espada.
Participó en dos Juegos Olímpicos de Verano, en los años 1988 y 1992, obteniendo una medalla de oro en Barcelona 1992, en la prueba por equipos (junto con Elmar Borrmann, Robert Felisiak, Arnd Schmitt y Wladimir Resnitschenko).

## Palmarés internacional
| Juegos Olímpicos | Juegos Olímpicos   | Juegos Olímpicos | Juegos Olímpicos   |
| Año              | Lugar              | Medalla          | Prueba             |
| ---------------- | ------------------ | ---------------- | ------------------ |
| 1992             | Barcelona (España) | Medalla de oro   | Espada por equipos |